# Jean-Pierre Gabarrou
Pour les articles homonymes, voir Gabarrou.
Jean-Pierre Gabarrou, né le 12 août 1944 à Castres (Tarn) et mort le 22 mai 1985 à Castres (Tarn), est un homme politique français.

## Biographie
Médecin-pédiatre , membre du parti socialiste à partir de 1975, Jean-Pierre Gabarrou est élu Maire de Castres en mars 1977 après la victoire "surprise" et de justesse de la liste d'Union de la gauche face à celle de Jacques Limouzy (alors Ministre en fonction, et Député-Maire sortant), Jean-Pierre Gabarrou est réélu Maire en mars 1983 . Jean-Pierre Gabarrou s'affirmait de sensibilité socio-démocrate (centre-gauche), et proche de Michel Rocard, il se lance alors à l'élection législative de juin 1981, il est élu Député du Tarn, et fait son entrée à l'Assemblée-Nationale. Jean-Pierre Gabarrou est ainsi Député-Maire de Castres de 1981 à 1985.
Il décède soudainement en cours de mandat, victime d'une crise cardiaque le 22 mai 1985 (à l'aube de ses 41 ans)

## Détail des fonctions et des mandats
Mandat parlementaire
- Député de la 2e circonscription du Tarn : 21 juin 1981 - 22 mai 1985

Mandat local
- Maire de Castres : mars 1977 - mai 1985 (étant réélu en mars 1983)